# Andrena splendula
Andrena splendula är en biart som beskrevs av Osytshnjuk 1984. Andrena splendula ingår i släktet sandbin, och familjen grävbin. Inga underarter finns listade i Catalogue of Life.